# Karangheuleut
Karangheuleut is een bestuurslaag in het regentschap Sumedang van de provincie West-Java, Indonesië. Karangheuleut telt 1816 inwoners (volkstelling 2010).